# Paul Brandenburg (Maler)
Paul Brandenburg (* 18. Juli 1866 in Düsseldorf; † 4. Juli 1925 ebenda) war ein deutscher Landschafts- und Genremaler der Düsseldorfer Schule.

## Leben
Brandenburg, Sohn des Düsseldorfer Landschaftsmalers Wilhelm Brandenburg, studierte wie sein Vater an der Kunstakademie Düsseldorf Malerei. Dort war er Schüler von Hugo Crola (1880–1882), Peter Janssen d. Ä. (1883–1885, 1886–1890, 1893/1894), Adolf Schill (1885) und Wilhelm Sohn (1890–1893). Besondere Förderung erfuhr er durch Janssen, der ihm zwei Stipendien bewilligte. Während des Studiums war Brandenburg ein Mitglied der Studentenvereinigung Tartarus. Nach dem Studium war er in Lauenburg, im Bergischen Land, in der Eifel, in Schlesien und im Kreis Schaumburg tätig. Von 1898 bis zu seinem Tod lebte Brandenburg wieder in Düsseldorf und war Mitglied des Künstlervereins Malkasten, des Vereins der Düsseldorfer Künstler und des Vereins zur Veranstaltung von Kunstausstellungen.